# Drosslinge
Die Drosslinge (Pellorneidae) sind eine  Singvogelfamilie, die von Indien im Westen über das südliche China und Südostasien bis zu den Philippinen und der indonesischen Insel Sulawesi im Osten vorkommt. Nur die sieben Arten der Gattung Illadopsis leben im Regenwaldgürtel des tropischen West- und Zentralafrikas.

## Merkmale
Drosslinge sind kleine bis mittelgroße Singvögel von überwiegend bräunlicher Färbung. Bestimmte Gefiederpartien an Kopf, Brust und Bauch können auch weiß, gelblich, grau oder schwarz gefärbt sein. Zwischen Männchen und Weibchen gibt es keine auffälligen Unterschiede in der Färbung. Die Flügel sind mittellang, der Schwanz ist bei den meisten Arten kurz. Im Verhältnis zum Rumpf ist der Kopf relativ groß, der Hals ist kurz und dick. Beine und Füße sind relativ groß. Drosslinge sitzen in gedrungener Position mit mehr waagerecht als senkrecht gehaltenem Körper. Ihre Stimme ist ein einfaches hohes Pfeifen, das öfters vernommen wird als dass die Vögel gesehen werden.

## Lebensraum und Lebensweise
Drosslinge leben in verschiedenen Wäldern, von tropischen Tieflandregenwäldern bis zu kühlen Bergwäldern. Dabei bevorzugen sie normalerweise Wälder mit dichtem Unterholz. Sie ernähren sich von Insekten, Spinnen, Schnecken und Würmern, die auf dem Erdboden und in der Laubschicht oder auf Blättern und Zweigen gesucht werden. Einige Arten nehmen auch Beeren und Samen zu sich, dies ist aber niemals ihre Hauptnahrung.

## Fortpflanzung
Drosslinge sind monogam und beide Geschlechter kümmern sich um Nestbau, Brutgeschäft und das Füttern der Jungvögel. Nur bei der afrikanischen Gattung Illadopsis brütet das Weibchen allein. Die Nester der verschiedenen Arten sind unterschiedlich. Es gibt sowohl offene, napfförmige Nester als auch kugelförmig geschlossene sowie Zwischenformen. Die Nester werden in den meisten Fällen aus Blättern, Moos, kleinen Zweigen und Wurzeln errichtet und mit Flechten getarnt. Die Nester werden auf dem Erdboden oder in einem Strauch oder in geringer Höhe auf einem Baum gebaut. Das Gelege besteht aus 2 bis 5 Eiern, die bis zum Schlupf der Nestlinge 10 bis 15 Tage bebrütet werden. Zwischen dem Schlupf und dem Flüggewerden der Jungvögel vergehen 10 bis 14 Tage. Nachdem sie ausgeflogen sind, werden die Jungvögel noch einige Zeit weiter von den Eltern mit Nahrung versorgt, bei einigen Arten bis zu neun Wochen lang.

## Systematik
Die verschiedenen Arten und Gattungen der Drosslinge wurden früher zu den Timalien (Timaliidae) gezählt. Heute bilden sie die Familie der Drosslinge (Pellorneidae), die im Jahr 1946 durch den US-amerikanischen Ornithologen Jean Théodore Delacour eingeführt wurde. Drosslinge, Häherlinge (Leiothrichidae) und Timalien bilden eine monophyletische Klade innerhalb der Singvogelüberfamilie Sylvioidea, die fast 30 Singvogelfamilien umfasst. Die früher zu den Häherlingen gestellte Gattung Alcippe bildet seit 2019 eine eigenständige Familie, die Alcippeidae, und sieben früher zu Alcippe gezählte Arten bilden seit 2019 die Gattung Schoeniparus innerhalb der Drosslinge.

## Gattungen und Arten
- Gattung Gampsorhynchus

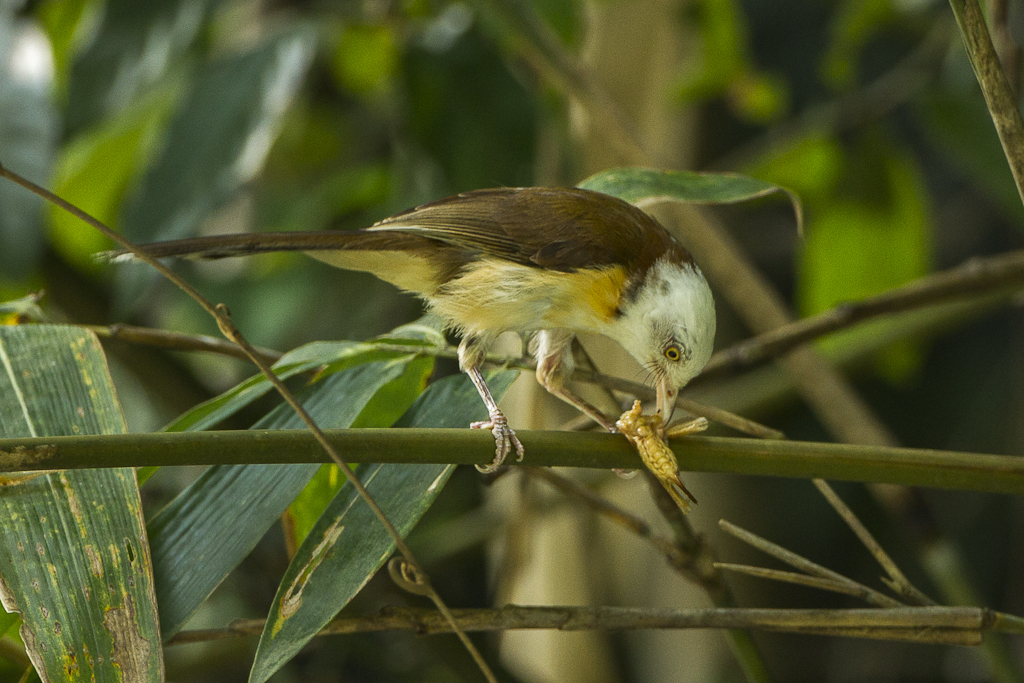
Halsband-Baumdrossling (Gampsorhynchus torquatus)

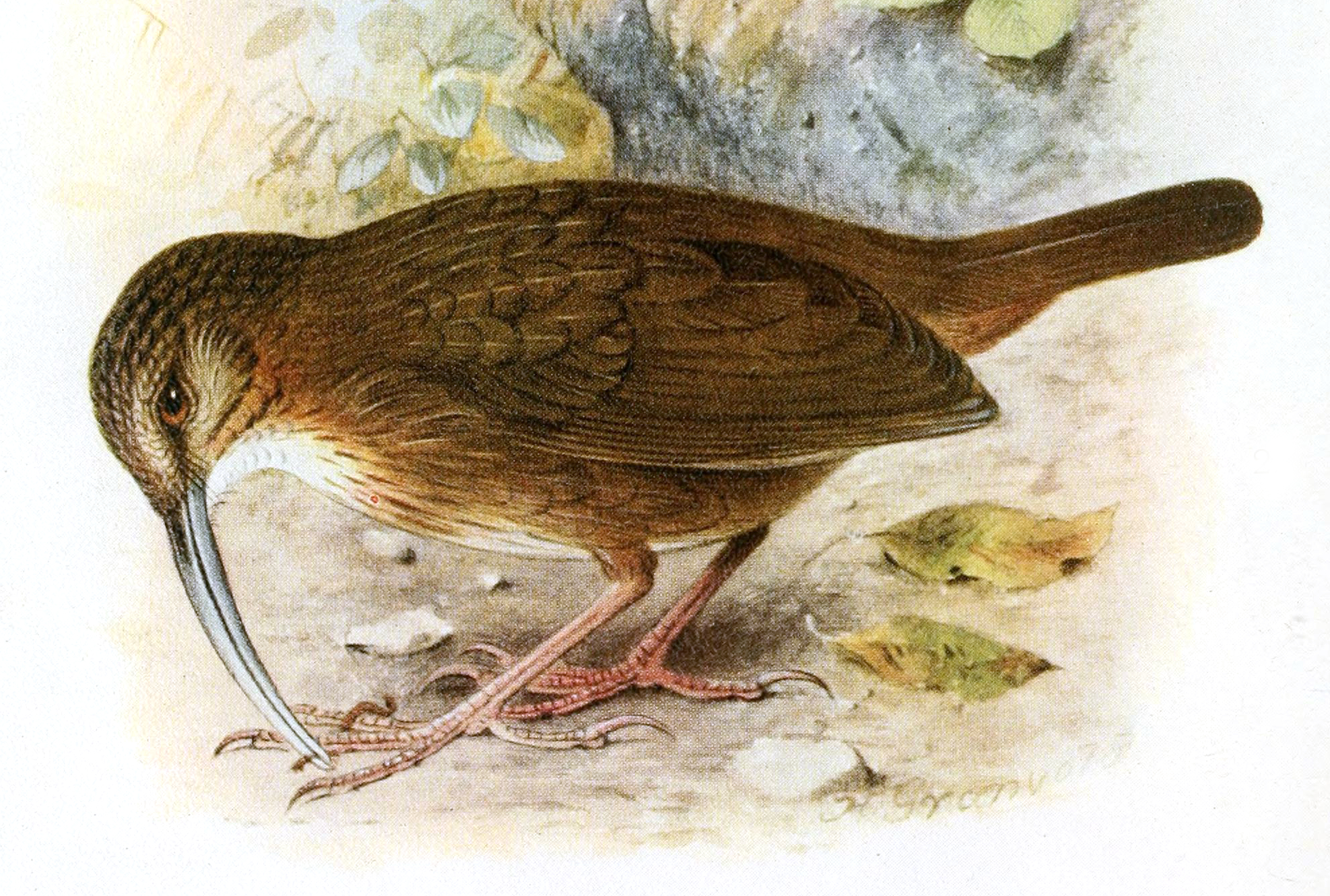
Annamsäbeldrossling (Jabouilleia danjoui)

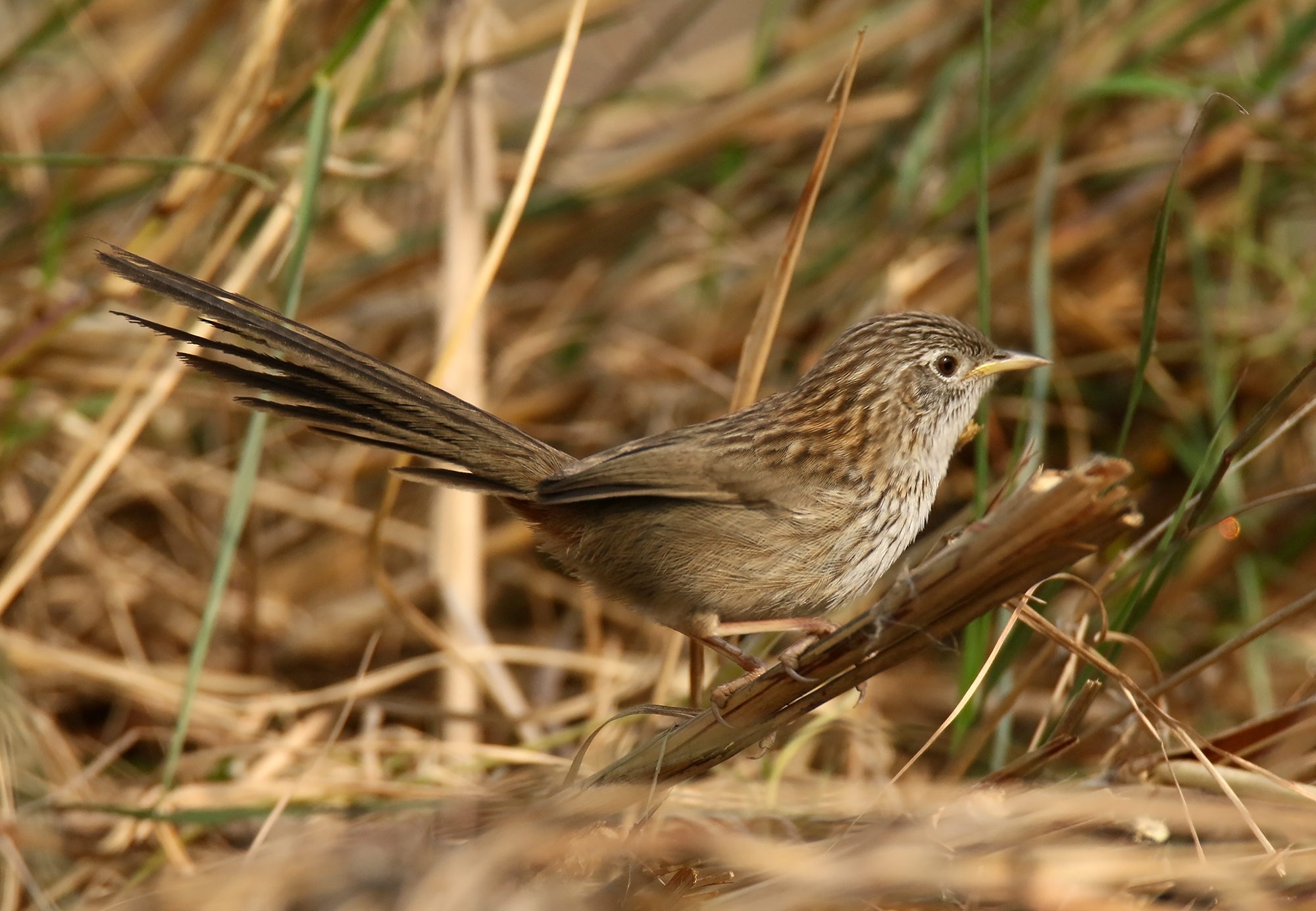
Schweifpriniendrossling (Laticilla burnesii)

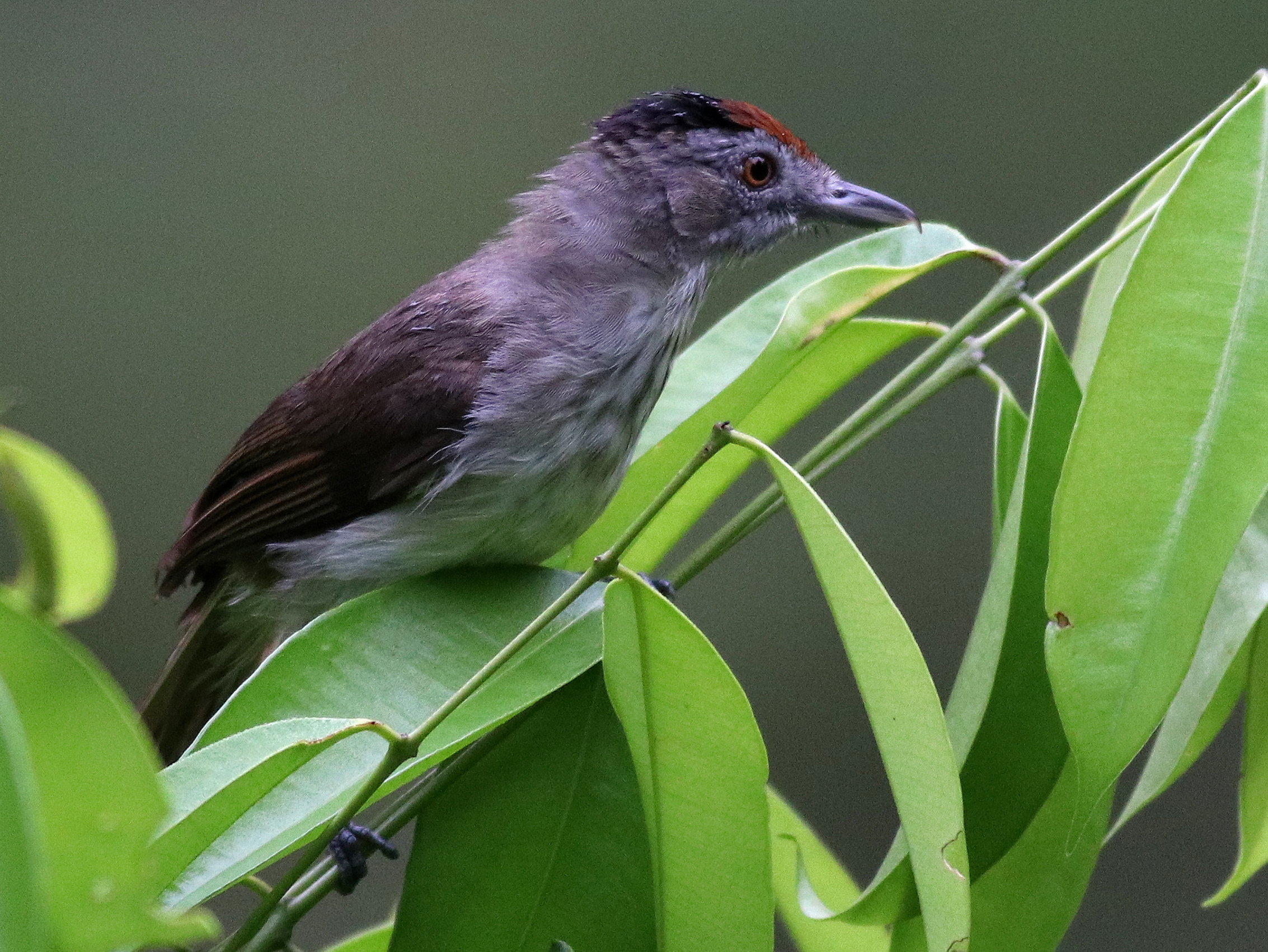
Rotscheitel-Zweigdrossling (Malacopteron magnum)

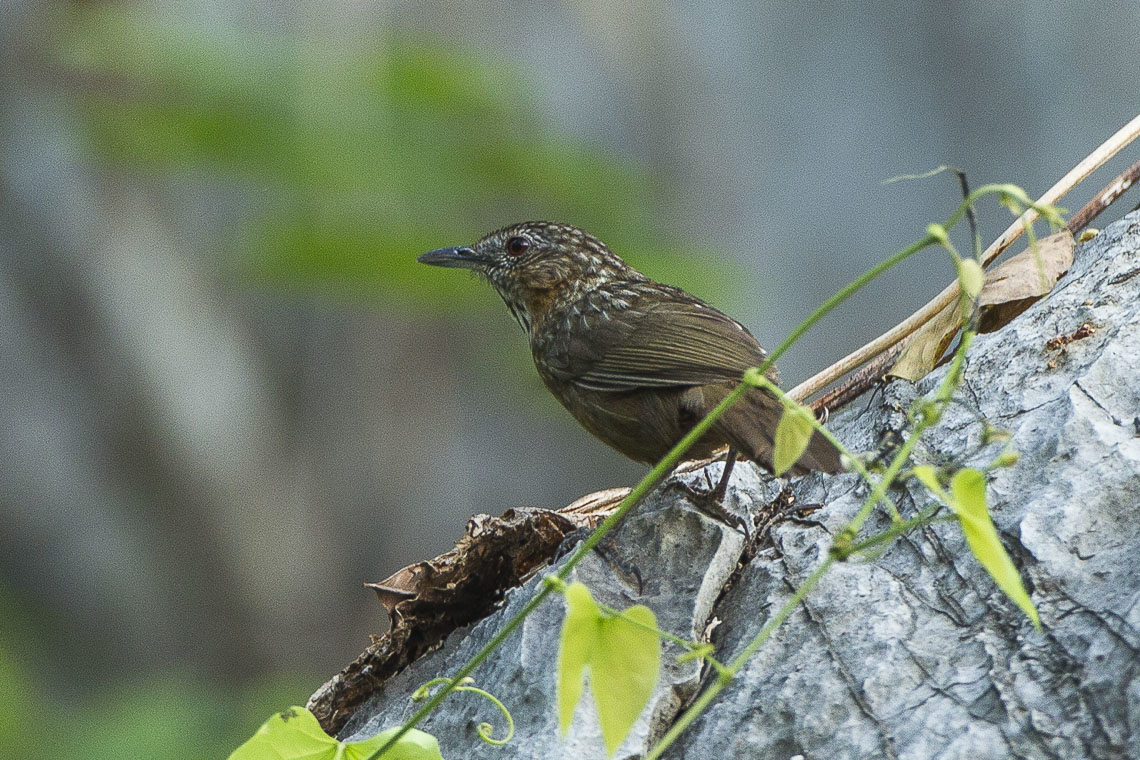
Kalkdrossling (Napothera crispifrons)

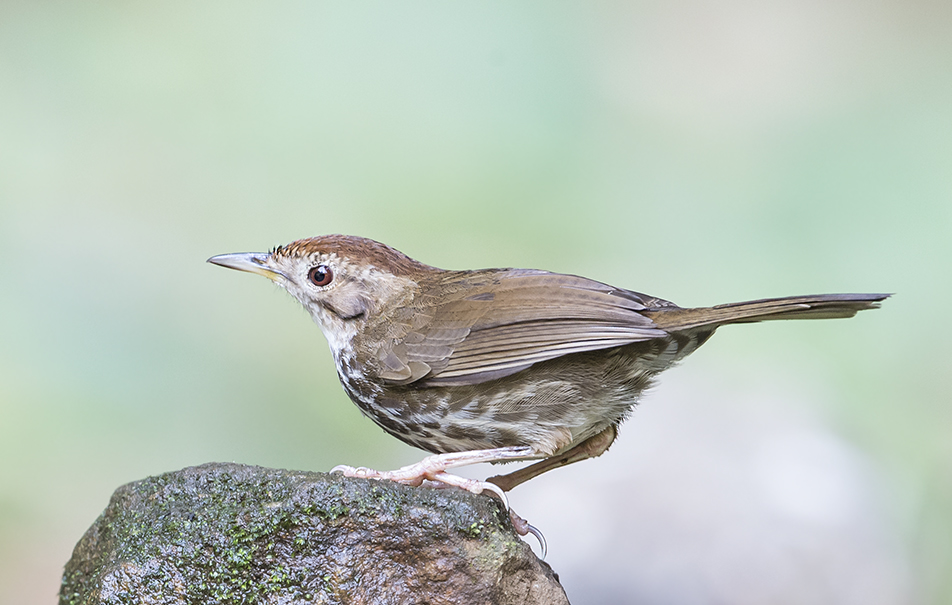
Streifenbrust-Erddrossling (Pellorneum ruficeps)

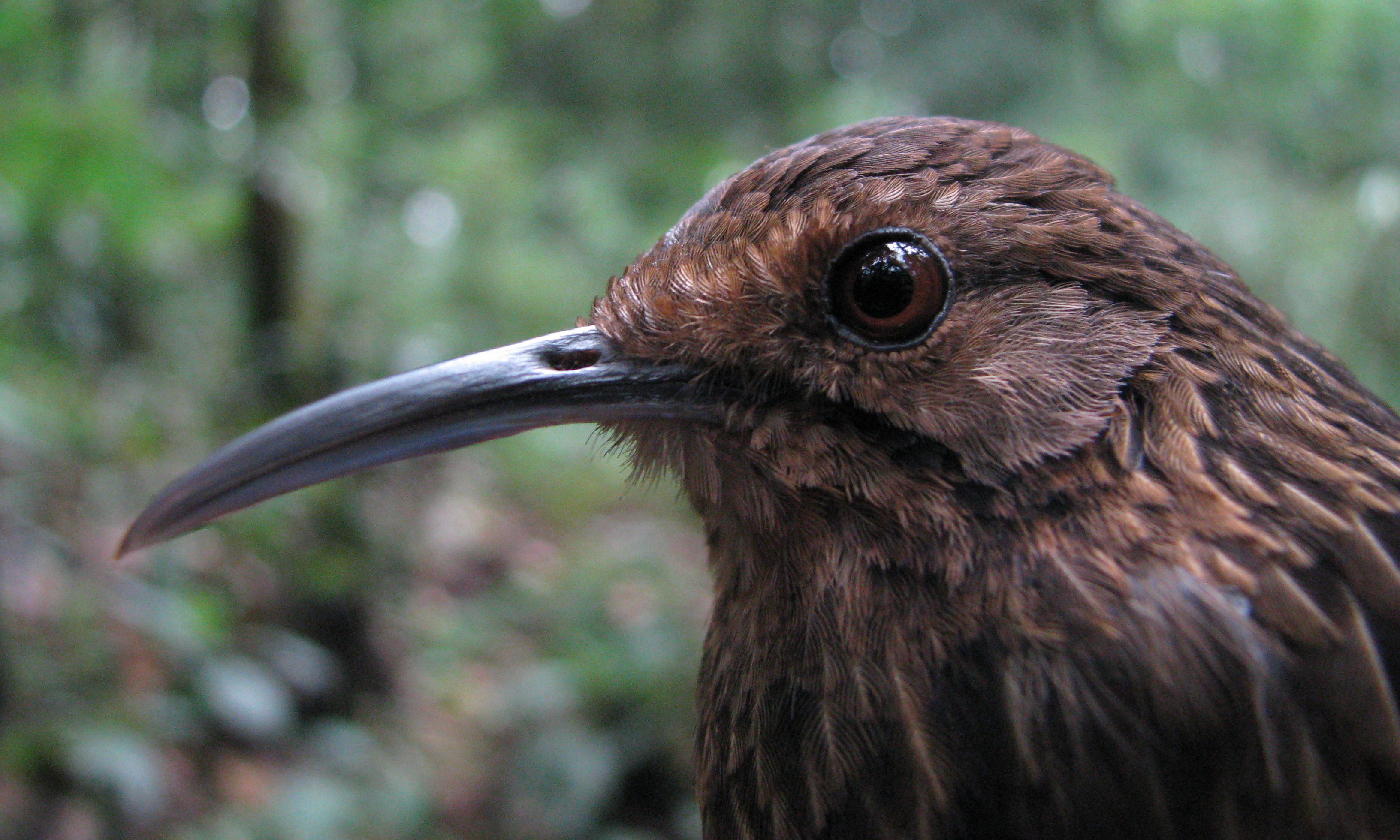
Assamsäbeldrossling (Rimator malacoptilus)

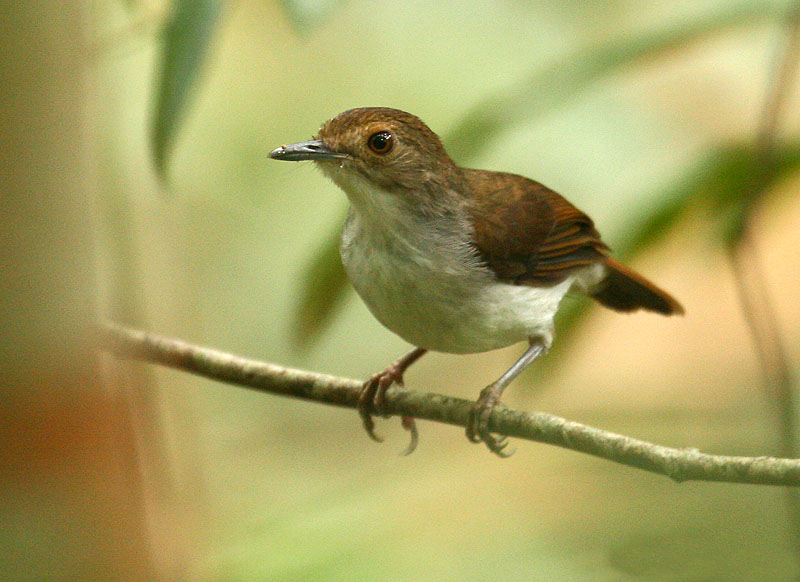
Mangrovemausdrossling (Trichastoma rostratum)

  - Weißkopf-Baumdrossling (Gampsorhynchus rufulus)
  - Halsband-Baumdrossling (Gampsorhynchus torquatus)
- Gattung Graminicola
  - Indiengrasdrossling (Graminicola bengalensis)
  - Chinagrasdrossling (Graminicola striatus)
- Gattung Illadopsis
  - Augenbrauen-Laubdrossling (Illadopsis cleaveri)
  - Schuppenbrust-Laubdrossling (Illadopsis albipectus)
  - Rostschwingen-Laubdrossling (Illadopsis rufescens)
  - Puvellaubdrossling (Illadopsis puveli)
  - Grauwangen-Laubdrossling (Illadopsis rufipennis)
  - Braunbauch-Laubdrossling (Illadopsis fulvescens)
  - Berglaubdrossling (Illadopsis pyrrhoptera)
- Gattung Jabouilleia
  - Annamsäbeldrossling (Jabouilleia danjoui)
  - Naung-Mung-Säbeldrossling (Jabouilleia naungmungensis)
- Gattung Kenopia
  - Strichelgrunddrossling (Kenopia striata)
- Gattung Laticilla
  - Schweifpriniendrossling (Laticilla burnesii)
  - Sumpfpriniendrossling (Laticilla cinerascens)
- Gattung Malacocincla
  - Rotschwanz-Mausdrossling (Malacocincla abbotti)
  - Horsfieldmausdrossling (Malacocincla sepiaria)
  - Schwarzbrauen-Mausdrossling (Malacocincla perspicillata)
  - Kurzschwanz-Mausdrossling (Malacocincla malaccensis)
  - Graukopf-Mausdrossling (Malacocincla cinereiceps)
- Gattung Malacopteron
  - Bartstreif-Zweigdrossling (Malacopteron magnirostre)
  - Schwarzscheitel-Zweigdrossling (Malacopteron affine)
  - Schuppenstirn-Zweigdrossling (Malacopteron cinereum)
  - Rotscheitel-Zweigdrossling (Malacopteron magnum)
  - Palawanzweigdrossling (Malacopteron palawanense)
  - Graubrust-Zweigdrossling (Malacopteron albogulare)
- Gattung Napothera
  - Kastanienbauchdrossling (Napothera rufipectus)
  - Kalkdrossling (Napothera crispifrons)
  - Stutzschwanzdrossling (Napothera brevicaudata)
  - Blasskehldrossling (Napothera crassa)
  - Fleckenzwergdrossling (Napothera epilepidota)
- Gattung Pellorneum
  - Weißbauch-Erddrossling (Pellorneum albiventre)
  - Sumpf-Erddrossling (Pellorneum palustre)
  - Streifenbrust-Erddrossling (Pellorneum ruficeps)
  - Braunscheitel-Erddrossling (Pellorneum fuscocapillus)
  - Rostbrust-Erddrossling (Pellorneum tickelli)
  - Sumatraerddrossling (Pellorneum buettikoferi)
  - Rostwangen-Erddrossling (Pellorneum pyrrogenys)
  - Rotbrauen-Erddrossling (Pellorneum capistratum)
- Gattung Ptilocichla
  - Borneowolldrossling (Ptilocichla leucogrammica)
  - Philippinenwolldrossling (Ptilocichla mindanensis)
  - Palawanwolldrossling (Ptilocichla falcata)
- Gattung Ptyrticus
  - Grauzügel-Laubdrossling (Ptyrticus turdinus)
- Gattung Rimator
  - Assamsäbeldrossling (Rimator malacoptilus)
  - Sumatrasäbeldrossling (Rimator albostriatus)
  - Tonkinsäbeldrossling (Rimator pasquieri)
- Gattung Schoeniparus
  - Goldstirn-Zweigdrossling (Schoeniparus variegaticeps)
  - Gelbkehl-Zweigdrossling (Schoeniparus cinerea)
  - Kastanienzweigdrossling (Schoeniparus castaneceps)
  - Streifenkopf-Zweigdrossling (Schoeniparus klossi)
  - Rotband-Zweigdrossling (Schoeniparus rufogularis)
  - Braunkappen-Zweigdrossling (Schoeniparus dubius)
  - Dunkelzweigdrossling (Schoeniparus brunneus)
- Gattung Trichastoma
  - Mangrovemausdrossling (Trichastoma rostratum)
  - Weißkehl-Mausdrossling (Trichastoma celebense)
  - Zimtmausdrossling (Trichastoma bicolor)
- Gattung Turdinus
  - Schwarzkehldrossling (Turdinus atrigularis)
  - Graubauchdrossling (Turdinus macrodactylus)
  - Marmordrossling (Turdinus marmoratus)

## Belege
1. 1 2 3 4 5  David W. Winkler, Shawn M. Billerman, Irby J. Lovette: Bird Families of the World: A Guide to the Spectacular Diversity of Birds. Lynx Edicions (2015), ISBN 978-8494189203. Seite 455–457.
2. ↑  Per Alström, Per G. P. Ericson, Urban Olsson, Per G. P. Sundberg: Phylogeny and classification of the avian superfamily Sylvioidea. In: Molecular Phylogenetics and Evolution. Band 38, Nr. 2. CSIRO Publishing, 2006, S. 381–397, doi:10.1016/j.ympev.2005.05.015 (sciencedirect.com).
3. ↑  Magnus Gelang, Alice Cibois, Eric Pasquet, Urban Olsson, Per Alström, Per G. P Ericson: Phylogeny of babblers (Aves, Passeriformes): major lineages, family limits and classification. Zoologica Sripta, April 2009, doi: 10.1111/j.1463-6409.2008.00374.x
4. ↑  Tianlong Cai, Alice Cibois, Per Alström, Robert G. Moyle, Jonathan D. Kennedy, Shimiao Shao, Ruiying Zhang, Martin Irestedt, Per G. P. Ericson, Magnus Gelang, Yanhua Qu, Fumin Lei, Jon Fjeldså: Near-complete phylogeny and taxonomic revision of the world’s babblers (Aves: Passeriformes). Molecular Phylogenetics and Evolution, Volume 130, Januar 2019, Seite 346–356, doi: 10.1016/j.ympev.2018.10.010, PDF